# Миоцен
| система                                                                          | отдел      | ярус          | Ниж. граница, млн лет |
| -------------------------------------------------------------------------------- | ---------- | ------------- | --------------------- |
| Антропоген                                                                       | Плейстоцен | Гелазский     | 2,58                  |
| Неоген                                                                           | Плиоцен    | Пьяченцский   | 3,600                 |
| Неоген                                                                           | Плиоцен    | Занклский     | 5,333                 |
| Неоген                                                                           | Миоцен     | Мессинский    | 7,246                 |
| Неоген                                                                           | Миоцен     | Тортонский    | 11,63                 |
| Неоген                                                                           | Миоцен     | Серравальский | 13,82                 |
| Неоген                                                                           | Миоцен     | Лангский      | 15,98                 |
| Неоген                                                                           | Миоцен     | Бурдигальский | 20,45                 |
| Неоген                                                                           | Миоцен     | Аквитанский   | 23,04                 |
| Палеоген                                                                         | Олигоцен   | Хаттский      | больше                |
| Деление и золотые гвозди в соответствии с IUGS по состоянию на декабрь 2024 года |            |               |                       |

Миоце́новая эпо́ха, миоце́н (от др.-греч. μείων — «меньший», «менее значительный» и καινός — «новый», «современный») — первая из двух эпох неогенового периода. Охватывает временной промежуток от окончания эпохи олигоцена 23,04 млн лет назад до начала плиоцена 5,333 млн лет назад. Ранний/нижний миоцен охватывает аквитанский и бурдигальский, средний миоцен — лангский и серравальский, поздний/верхний — тортонский и мессинский ярусы.
В эпоху миоцена климат Земли продолжил становиться более холодным и сухим, что в конечном итоге привело к нынешнему ледниковому периоду. В связи с усилением похолодания сокращались нормы осадков, леса высыхали, а степи, саванны и луга расширяли свои границы. В морях в это время появились полноценные, современного типа водоросли[уточнить] и стали одной из самых продуктивных систем на Земле. Основные фазы развития горной системы Гималаи произошли в этот промежуток времени.
Около 12—10 млн л. н. разошлись эволюционные пути орангутанов и гигантопитеков. По данным молекулярной филогенетики, около 7—8 млн л. н. предки горилл отделились от предков человека и шимпанзе, а потом и предки шимпанзе отделились от предков людей.

## Термин
Автор термина — шотландский учёный Чарльз Лайель, предложивший разделить третичный период на четыре геологических эпохи (включая миоцен и плиоцен) в первом томе своей книги Основные начала геологии (1830). По его объяснению термины миоцен и плиоцен отражают степень сходства ископаемых моллюсков с ныне существующими видами: в морских отложениях миоцена лишь меньшая часть ракушек схожа с ракушками современных моллюсков, а в отложениях плиоцена — наоборот, большинство ракушек схоже с ракушками современных видов моллюсков. В изобретении терминов ему помогал его друг Уильям Уэвелл.

## Палеогеография
Континенты дрейфовали к нынешним координатам. Отсутствовал сухопутный мост между Южной и Северной Америкой. Движение Южной Америки вызывало подъём горной системы Анд и расширение Мезоамериканского полуострова. Горы росли в высоту также в Северной Америке, Европе, Восточной Азии. Индийский субконтинент продолжал столкновение с Азией, порождая новые горные хребты большой высоты. Океан Тетис уменьшался в размерах и затем исчез, оставив после себя Средиземное море, когда Африка начала столкновение с Евразией. В мессинском веке закрытие проливов, соединявших Средиземное море с Атлантикой, привело к Мессинскому кризису солёности, сопровождавшемуся значительным падением уровня моря.
Антарктическая плита начала опускаться под Южную Америку 14 млн лет назад. В Южной Америке увеличившие высоту Анды спровоцировали засуху в Патагонии, облака с дождём не могли преодолеть их высоту.

### Климат миоцена
Умеренно тёплый, но стабильно в течение эпохи охлаждающийся. К концу миоцена, на границе с плиоценом началось оледенение. Между 21 млн и 14 млн лет тёплый промежуток и был больше похож на олигоценовый климат. Начиная с 14 млн лет назад начался средний миоцен и температуры снизились — так называемое «Нарушение среднего миоцена». 8 млн лет назад температура ещё раз резко снизились, и нарастание ледников на Земле достигло почти современных площадей. Гренландия начала покрываться льдами именно с этого времени, но леса сохранялись на острове вплоть до плиоцена.
По данным глубоководного бурения в Антарктиде ледники начали накапливаться с 36 млн лет назад в эоцене. Снижение температуры в среднем миоцене 15 млн лет назад отражает усиление роста ледников в Антарктиде. В Восточной Антарктиде между 23-15 млн лет назад уже были относительно постоянные ледники, которые поддерживались вследствие образования Циркумполярного течения, кругового течения холодной воды вокруг континента, замкнутого и почти не получающего тёплой воды от тёплых океанов. Начиная с 15 млн лет назад полярные шапки стали разрастаться и дошли до нынешнего состояния. Ледники покрыли Гренландию около 3 млн лет назад.
На средний миоцен приходится Кризис или Нарушение среднего миоцена — климатическое событие, связанное с вымиранием животных.

## Флора
Коэволюция травянистых растений, способных расти на песчаных почвах. Также развивались травы, способные переживать пожары. Вкупе с эволюцией длинноногих стадных копытных на планете расширились степные и лесостепные экосистемы, в которых доминировали стадные кочевые животные. На них активно охотились хищники.
В степных почвах благодаря густой корневой системе удерживалось много углерода в органическом виде. В сочетании с ледниками и снежными периодами, когда отражающее значение земной поверхности возрастает, климат становился ещё прохладнее. Травы с фотосинтезом типа С4, способные усваивать углекислый газ и воду более эффективно, чем травы с фотосинтезом типа С3, расширили свой ареал и стали значимыми в экологическом балансе около 7 млн лет назад.

## Фауна
Морская и наземная фауны были похожи на современный этап, но морские млекопитающие были более разнообразны и многочисленны. В миоцене Южная Америка и Австралия были географически изолированы, и поэтому их фауна сильно отличалась от фауны других континентов.
В раннем миоцене распространены нимравиды, энтелодонты и трёхпалые лошади — остатки ещё олигоценовой фауны. Рудодонты из олигоцена так же разнообразны, но они исчезли в начале плиоцена. Псовые, медвежьи, проциониды, лошади, бобры, олени, верблюды и киты были узнаваемы по современным видам. Вымерли борофаговые псовые, гомфоторы, трёхпалые лошади и безрогие носороги — телеокеры и афелопы. В позднем миоцене возник сухопутный путь между Южной и Северной Америками, что позволило ленивцам совершать переходы между континентами, однако полноценного пути ещё не было, была цепь островов.
Распространение трав с фотосинтезом типа С4 привело к вымиранию травоядных, у которых не было длинных зубов с коронками. Некоторые древние группы млекопитающих смогли пережить миоцен на южных окраинах континентов, включая Южную Америку — дриолестоидные некролесты. В Америке и Евразии жили герпетотерииды и перадектиды, включая род Siamoperadectes. В Южной Америке жили спарассодонты.
- Слева Decennatherium (родственник окапи), сверху тетралофодон, справа махайрод.
- Охотящийся диниктис, семейство нимравиды
- Энтелодонт
- Borophaginae
- Гомфотерий
- Miohippus
- Телеоцерас
- Мегалодон
- Мелвиллов левиафан
- Рамфозухус
- Пурусзавр
- Апторнис

Узнаваемые по современной фауне утки, зуйки, типичные совы, какаду, вороны появились в течение миоцена. К концу эпохи существовали все современные группы птиц. Морские группы птиц достигли своего максимального разнообразия за всю историю Земли.
В миоцене жило 100 видов обезьян по всей Африке, Азии и Европе. Уже тогда они широко варьировались по специализации в питании, размеру, строении тела. Именно в срок около 8 млн лет назад появились первые приматы, ставшие началом линии гомининов — ходящих на двух ногах приматов, ставших началом древа, ведущего к современным людям. В конце миоцена появились сахелантроп, оррорин и ардипитеки, в этой эпохе навсегда разошлись ветви шимпанзе и предков людей.
В Северной Америке нарастающая аридизация привела к увеличению площади степей и взрывному росту числа змей. Сначала возросла роль гадюк и аспидов, затем произошли новые виды, включая американских ужей, королевских змей, сосновых змей и разные виды полозов.
В океане бурые водоросли, такие как ламинария, поддерживали новые виды морских обитателей, таких как выдры, рыбы и беспозвоночные. Китообразные достигли максимального разнообразия за всю историю: 20 признанных родов усатых китов (в современный период живут только 6). Появились гигантские акулы, хищные кашалоты. Крокодилы также активно размножались и разделялись на виды и роды. Кайман пурусзавр, имел большие размеры и жил в Южной Америке, гарийский раммосух жил в Индии. Ластоногие, появившиеся в конце олигоцена стали ещё более водно-ориентированными. Аллодезмусы — моржи. Пелагиарктос — охотился на других ластоногих, включая аллодесм. В Южной Америке обитали Megapiranha paranensis, значительно крупнее современных пираний. В Новой Зеландии были разнообразные киты, пингвины, киви, крокодилы, черепахи.
- Палеопарадоксии
- Osbornoceros
- Chamitataxus
- Dromornis stirtoni
- Brygmophyseter
- Brygmophyseter
- Цетотерии
- Kentriodon
- Динотерии
- Macrauchenia patachonica
- Аргентавис
- Zygophyseter varolai

## Вымирание (кризис) среднего миоцена
Около 14 млн лет назад во время лангийского века миоцена произошло вымирание. Оно связывается с циклами Миланковича — колебаниями наклона земной орбиты. На этот цикл наложилось возрастание ареалов растений с фотосинтезом С4 и соответственно увеличением отложения органического вещества и таким образом изъятием из атмосферы больших масс углекислого газа, который в свою очередь помогает атмосфере быть теплее. В миоцене накапливались пласты, позже ставшие нефтяными месторождениями, такими как Монтерейская формация в Калифорнии.
Ледники активно начали расти с 15 по 10 млн лет назад. Углекислый газ упал до значений 300—140 ppm (современное значение — 400 ppm, 34 млн лет назад на рубеже эоцена и олигоцена — 760 ppm; ранее, 400—600 млн лет назад — 6000 ppm).
В период оптимума в миоцене, между 18-16 млн лет назад в Европе вплоть до 45-42° с. ш. жили варановые, хамелеоны, поясохвосты, аллигаторы, гигантские черепахи. Затем наступила стадия миоценового вымирания, и аллигаторы из родов Gavialosuchus и Diplocynodon вымерли между 14-13,5 млн лет назад. Температура упала на 8 °C в летние периоды.